# Alexander Walker (Kritiker)
Alexander Walker (* 23. März 1930 in Portadown, Nordirland; † 15. Juli 2003) war ein britischer Filmkritiker und Biograph.

## Leben
Walker studierte Politik und Philosophie in Belfast und war zunächst Kritiker der Birmingham Post und ab 1960 bis zu seinem Tod Kritiker des Londoner Evening Standard. In seiner Funktion als „Nestor“ britischer Filmkritiker war er sehr einflussreich in der Filmindustrie (er war auch zeitweise Governor des British Film Institute). Er schrieb eine Anzahl Bücher, unter anderem über die Entstehung des Tonfilms und dessen Auswirkungen (The shattered silents) und eine Geschichte des britischen Films in drei Bänden. Außerdem schrieb er Biographien unter anderem von Elizabeth Taylor, Stanley Kubrick, Greta Garbo, Bette Davis, Peter Sellers, Audrey Hepburn und Marlene Dietrich. 
Er erhielt dreimal den British Press Award als bester Filmkritiker.

## Sonstiges
Nach eigenen Worten begann seine Karriere als Kritiker, als seiner Mutter in Belfast im Kino die Brille zerbrach und er ihr den Inhalt erzählen musste. 
Seine Sammlung von Drucken und Zeichnungen moderner Künstler vermachte er nach seinem Tod dem British Museum.

## Schriften
- Double Takes – notes and afterthoughts on the movies 1956–1976, Elm Tree Books 1977
- Seine Geschichte des britischen Films:
  - Hollywood U.K. – The British Film Industry in the 60s, New York, Stein and Day 1974
  - National Heros – British Cinema in the 70s and 80s, London, Harrap 1985
  - Icons in the Fire – the rise and fall of almost everybody in the british film industry 1984-2000, London, Orion Books 2004
- Stanley Kubrick – Leben und Werk, Henschel Verlag 1999 (englisch: Stanley Kubrick – Director, Norton 1999)
- Audrey – her real story, St. Martins Press 1995
- Bette Davis – a celebration, Applause Theatre Books, New York 1998
- Dietrich, New York, Harper and Row 1984
- The Celluloid Sacrifice – aspects of sex in the movies, London, Joseph 1966
- Elizabeth – The Life of Elizabeth Taylor, Weidenfeld 1991
- Greta Garbo – ein Portrait, Droemer Knaur 1983, (englisch: Garbo – A portrait, Macmillan 1980)
- Fatal Charm – The Life of Rex Harrison, St. Martins Press 1993
- Joan Crawford – the ultimate star, Harper and Row 1983
- It´s only a movie, Ingrid – encounters on and off the screen, London, Headline 1988
- Peter Sellers – the authorized biography, Weidenfeld and Nicholson 1981
- Vivien – The life of Vivien Leigh, Weidenfeld and Nicholson 1987
- Rudolph Valentino, Stein and Day 1976
- Shattered Silents – how the talkies came to stay, London, Elm Tree Books 1978, Morrow Quill Paperbacks, New York 1980
- Stanley Kubrick directs, New York, Harcourt, Brace, Jovanovich 1972
- Stardom – the Hollywood phenomenon, Stein and Day 1970